# Spanielek

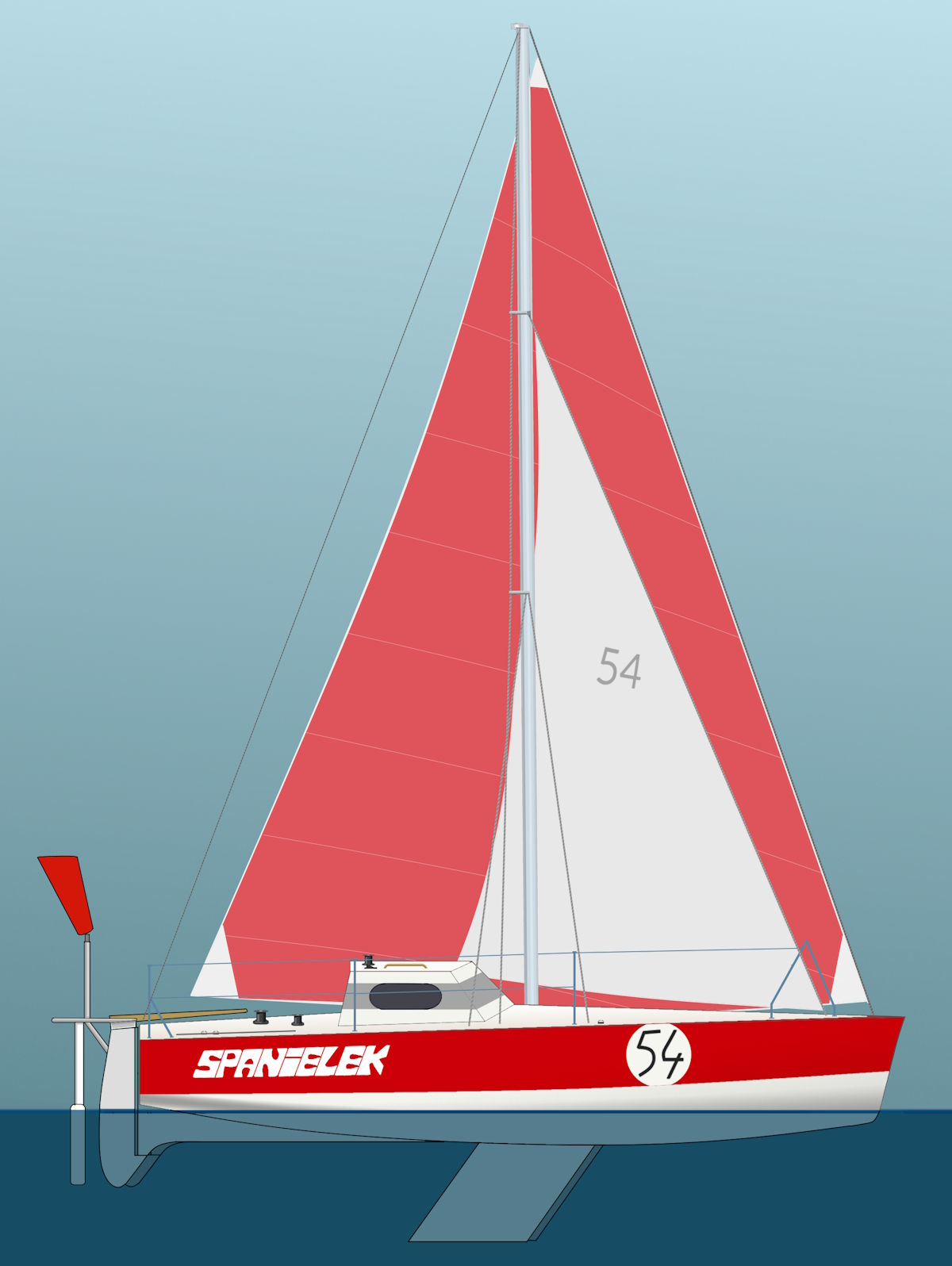
Rysunek poglądowy s/y Spanielek podczas regat MINI-TRANSAT 1977

Spanielek – jednomasztowy, polski jacht pełnomorski (slup). 

## Historia
Jednostkę wybudowano dla kapitana Kazimierza Jaworskiego, a jego nazwa nawiązywała do wcześniejszego Spaniela. Od momentu budowy przeznaczony był do udziału w regatach samotnych żeglarzy przez Atlantyk. Budowę sfinansowała francuska stocznia jachtowa.
W 1977 Kazimierz Jaworski ukończył Spanielkiem na drugim miejscu regaty Mini-Transat, przepływając samotnie prawie pięć tysięcy mil morskich w czasie 42 dni i 6 godzin.

## Parametry
Parametry jachtu:
- długość: 7,8 m,
- szerokość: 2,4 m,
- ożaglowanie typu slup: 25 m²,
- zanurzenie: 1,5 m[1].